# Caryomyia
Caryomyia is een muggengeslacht uit de familie van de galmuggen (Cecidomyiidae).

## Soorten
- C. antennata Felt, 1909
- C. arcuaria (Felt, 1908)
- C. caryae (Osten Sacken, 1862)
- C. caryaecola (Osten Sacken, 1862)
- C. consobrina Felt, 1909
- C. cynipsea (Osten Sacken, 1862)
- C. holotricha (Osten Sacken, 1862)
- C. inanis Felt, 1909
- C. persicoides (Osten Sacken, 1862)
- C. sanguinolenta (Osten Sacken, 1862)
- C. similis Felt, 1909
- C. thompsoni (Felt, 1908)
- C. tubicola (Osten Sacken, 1862)